# USS McCampbell (DDG-85)
USS McCampbell (DDG-85) — 35-й эскадренный миноносец из серии запланированных к 13 сентября 2002 г. 62 эсминцев УРО типа «Арли Бёрк», строительство которых было одобрено Конгрессом США. Назван в честь самого результативного аса ВМС США периода Второй мировой войны Дэвида Маккэмпбелла.

## Боевая служба
С июля 2007 года корабль входит в состав Седьмого флота ВМС США, который базируется в японском порту Йокосука.
13 июня 2011 года эсминец вышел на перехват северокорейского судна, подозреваемого в перевозке компонентов баллистических ракет. После досмотра груза транспортный корабль заставили возвратиться в порт приписки в КНДР.
5 декабря 2018 года эсминец демонстративно прошёл неподалёку от базы Тихоокеанского флота России в районе залива Петра Великого, тем самым ВМС США бросили "вызов чрезмерным морским претензиям РФ" в регионе.